# Río Los Amarillos
Der Río Los Amarillos (im Oberlauf: Río Chague und Río Chague Grande) ist der etwa 93 km lange linke Quellfluss des Río Jujan im Westen von Ecuador in den Provinzen Bolívar und Guayas.

## Flusslauf
Der Río Los Amarillos entspringt in der Cordillera Occidental auf einer Höhe von etwa 2500 m. Er fließt anfangs 10 km in Richtung Südsüdwest. 2 km nördlich von Cumandá wendet sich der Río Los Amarillos in Richtung Westnordwest und erreicht das ecuadorianische Küstentiefland.  
Auf den unteren 35 Kilometern fließt der Río Los Amarillos in Richtung Nordnordwest. Bei Flusskilometer 16 durchfließt er dabei die Kleinstadt Simón Bolívar. Schließlich trifft der Río Los Amarillos im Nordosten der Stadt Jujan auf den weiter nördlich verlaufenden Río Chilintomo.